# 陈祥宝
陈祥宝（1956年4月25日—），江苏常熟人，复合材料专家，中国工程院院士。
陈祥宝长期从事先进树脂基结构复合材料和结构/功能一体化复合材料研究工作。

## 履历[1]
- 1978年3月至1984年7月，就读于北京航空航天大学材料系，获得学士和硕士学位。
- 1991年，于法语鲁汶大学（UCL）获得工学博士学位。
- 2011年，当选中国工程院院士。

2018年1月，当选第十三届全国政协委员。